# It’s My Life (Dr.-Alban-Lied)
It’s My Life ist ein 1992 aufgenommenes und veröffentlichtes Eurodance-Lied und Nummer-eins-Hit des schwedisch-nigerianischen Pop-Musikers, Rappers, Produzenten und Zahnarztes Dr. Alban. Der Song war die erste Auskopplung aus seinem zweiten Studioalbum One Love.
Der Song wurde ein europaweiter Erfolg und ist auch der bekannteste Titel von Dr. Alban. Im Jahr der Veröffentlichung der Original-Version wurde auch der Raggadag Remix veröffentlicht, der sich jedoch nur in wenigen Ländern in den Charts platzierte. Auch die 1997 veröffentlichte Version konnte nicht an die Erfolge des Originals von 1992 anknüpfen. Ein drittes Remix-Bundle wurde im Jahre 2014 veröffentlicht. Die offizielle Remix-Version des deutschen DJ-Duos Bodybangers stieg direkt in die Download- und Dance-Charts ein. Zudem wurde die Remix-Version für die Fernsehsendung Köln 50667 verwendet.

## Musik und Text
Der Song kann zum Anfang der 1990er äußerst beliebten Stil des Eurodance gezählt werden. Geschrieben wurde der Titel von Dr. Alban sowie Denniz PoP, der ihn auch produzierte. Aus der Feder von Denniz PoP stammt auch der Raggadag-Remix, den er zusammen mit seinem schwedischen Produzenten-Kollegen StoneBridge im Studio abgemischt hat.

## Kommerzieller Erfolg
It’s My Life wurde in den meisten Ländern, in denen der Titel veröffentlicht wurde, auch ein Hit. So platzierte sich der Song in Österreich, Deutschland und Schweden auf Platz 1 und in der Schweiz sowie in Großbritannien auf Position 2. In den USA erreichte It’s My Life Platz 88.

### Chartplatzierungen
Originalversion
| ChartsChartplatzierungen       | Höchstplatzierung | Wochen |
| ------------------------------ | ----------------- | ------ |
| Deutschland (GfK)              | 1 (42 Wo.)        | 42     |
| Österreich (Ö3)                | 1 (37 Wo.)        | 37     |
| Schweden (GLF)                 | 1 (12 Wo.)        | 12     |
| Schweiz (IFPI)                 | 2 (34 Wo.)        | 34     |
| Vereinigte Staaten (Billboard) | 88 (11 Wo.)       | 11     |
| Vereinigtes Königreich (OCC)   | 2 (12 Wo.)        | 12     |

| ChartsJahrescharts (1992)    | Platzierung |
| ---------------------------- | ----------- |
| Deutschland (GfK)            | 2           |
| Österreich (Ö3)              | 1           |
| Schweiz (IFPI)               | 1           |
| Vereinigtes Königreich (OCC) | 18          |

It’s My Life 2014
| ChartsChartplatzierungen | Höchstplatzierung | Wochen |
| ------------------------ | ----------------- | ------ |
| Deutschland (GfK)        | 29 (7 Wo.)        | 7      |
| Österreich (Ö3)          | 39 (3 Wo.)        | 3      |
| Schweiz (IFPI)           | 61 (1 Wo.)        | 1      |

### Auszeichnungen für Musikverkäufe
| Land/Region                  | Auszeichnungen für Musikverkäufe (Land/Region, Auszeichnung, Verkäufe) | Verkäufe |
| ---------------------------- | ---------------------------------------------------------------------- | -------- |
| Dänemark (IFPI)              | Gold                                                                   | 45.000   |
| Deutschland (BVMI)           | Platin                                                                 | 500.000  |
| Frankreich (SNEP)            | Silber                                                                 | 125.000  |
| Niederlande (NVPI)           | Platin                                                                 | 75.000   |
| Vereinigtes Königreich (BPI) | Silber                                                                 | 200.000  |
| Insgesamt                    | 2× Silber · 1× Gold · 2× Platin ·                                      | 945.000  |

## Auszeichnungen
RSH-Gold
- 1993: in der Kategorie „Ohrwurm des Jahres“[19]

## Soundtrack
It’s My Life wird als Titelstück der Doku-Soap Köln 50667 verwendet.